# نيد هاركنيس
نيد هاركنيس هو مدرب هوكي جليد كندي، ولد في 19 سبتمبر 1921 في أوتاوا في كندا، وتوفي في 19 سبتمبر 2008 في روتشستر في الولايات المتحدة.

## وصلات خارجية
- نيد هاركنيس على موقع HockeyDB.com (الإنجليزية)